# Лебедев, Сергей Иванович (чекист)
Серге́й Ива́нович Ле́бедев (1900, Гороховец, Владимирская губерния — 4 марта 1939, Москва) — начальник Управления НКВД по Тульской области, майор государственной безопасности (26 декабря 1935). Входил в состав особой тройки НКВД СССР.

## Биография
Родился в русской семье стрелочника (отец умер в 1909). Воспитывался в приюте в с.Красном близ г.Гороховец с 1908 по 1915.
Как один из беднейших учеников Гороховецкого высшего начального училища получал городскую стипендию памяти умершего гороховецкого купца-благотворителя М.Ф.Сапожникова.
Образование: начальная школа в городе Гороховец, 1911; 3 класса высшего начального училища в городе Гороховец, 1914; 3 класса Мальцевского ремесленного училища в городе Владимир, с 1915 по 1918.
Работал разметчиком на Гороховецком судостроительном заводе в 1918, счетоводом Владимирского губкома РКП(б) с 1918 по сентябрь этого года.
Член ВКП(б) с 1926.

## ВЧК-ОГПУ-НКВД

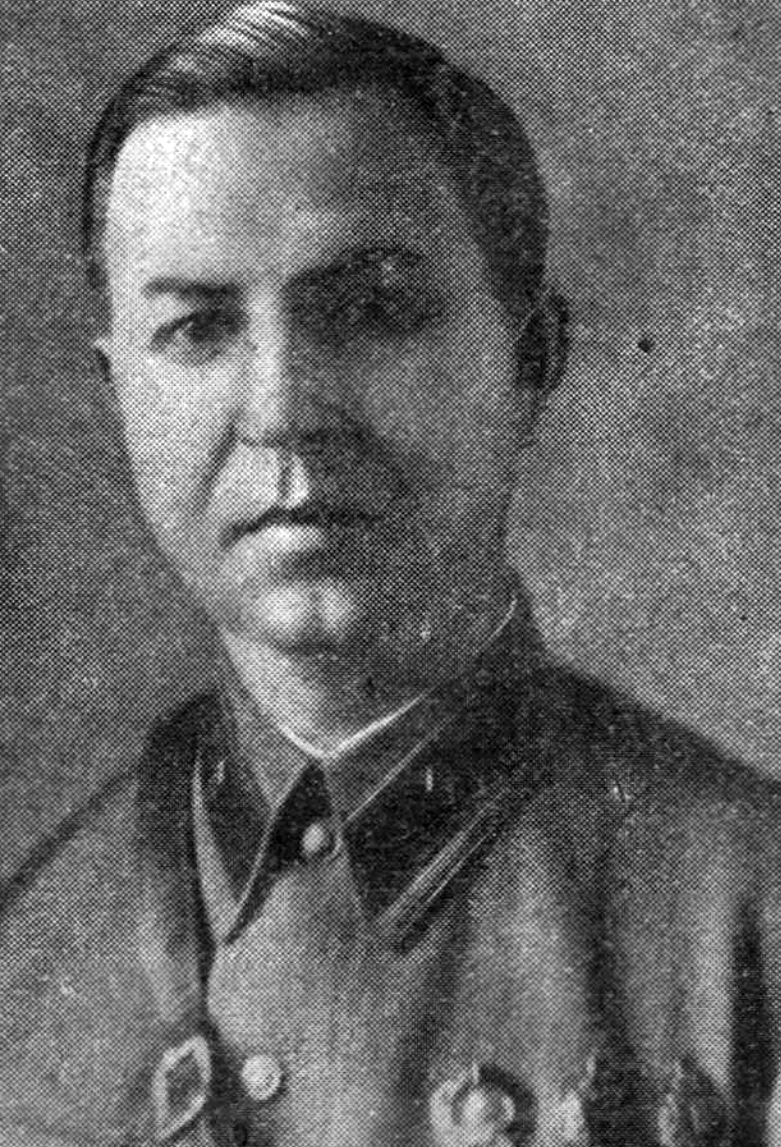
С. И. Лебедев, 1938 г.

В 1918—1919 во Владимирском губкоме РКП(б), помощник секретаря Владимирской губернской ЧК. В 1919—1922 заведующий отделом Тульской губернской ЧК — губотдела ГПУ, уполномоченный отдела дорожно-транспортной ЧК, помощник начальника отдела Московского окружного транспортного отдела ГПУ. В 1922—1925 уполномоченный специального отдела, начальник Контрразведывательного отдела Псковского губотдела ГПУ. В 1925—1930 уполномоченный Экономического отдела, старший уполномоченный Ленинградского окружного транспортного отдела, начальник VI отделения экономического отдела, в полномочном представительстве ОГПУ по Ленинградскому военному округу. В 1930—1935 начальник III, IV отделения, помощник начальника экономического отдела полномочного представительства ОГПУ — УГБ Управления НКВД по Московской области. В 1935—1936 начальник экономического отдела УГБ Управления НКВД по Московской области. В 1936—1937 начальник контрразведывательного — III отдела УГБ Управления НКВД по Московской области, заместитель начальника Управления НКВД по Московской области.
С 28 сентября 1937 начальник Управления НКВД по Тульской области. Этот период отмечен вхождением в состав особой тройки, созданной по приказу НКВД СССР от 30.07.1937 № 00447 и активным участием в сталинских репрессиях.
Депутат Совета Союза Верховного Совета СССР 1-го созыва от Тульской области.

## Завершающий этап
Арестован 18 октября 1938. Приговорён ВКВС СССР и расстрелян 4 марта 1939, впоследствии не реабилитирован.

## Награды
- орден Ленина (1937) — за образцовое и самоотверженное выполнение важнейших заданий Правительства
- знак «Почётный сотрудник госбезопасности» (дважды)